# Johannes Fischer (Informatiker)
Johannes Fischer (* 1977) ist ein deutscher Informatiker und Algorithmiker, der sich vorwiegend mit Forschungsfragen im Bereich Text-Algorithmen beschäftigt.
Er ist als Hochschullehrer an der Fakultät für Informatik der Technischen Universität Dortmund tätig.

## Leben und Werk
Johannes Fischer studierte von 1997 bis 2003 an der Albert-Ludwigs-Universität Freiburg Informatik.
Im Jahr 2007 promovierte er bei Volker Heun an der Ludwig-Maximilians-Universität München über String-Algorithmen.
Nach verschiedenen Stationen als Postdoktorand in Chile, an der Universität Tübingen und am Karlsruher Institut für Technologie wurde er 2013 auf eine W2-Professur für „Algorithmische Grundlagen und Vermittlung der Informatik“ an die Technische Universität Dortmund berufen.
Die Forschungsschwerpunkte von Johannes Fischer liegen in der Entwicklung platzsparender Datenstrukturen (engl. succinct data structures) für die Volltextindexierung und die Datenkompression, insbesondere im Bereich Big Data.
Besondere Aufmerksamkeit erfuhr er für seine Arbeiten über Datenstrukturen für Range Minimum Queries.